# Mistrovství Evropy v zápasu řecko-římském 2016
Mistrovství Evropy v zápasu řecko-římském za rok 2016 proběhlo v Rize, Lotyšsko ve dnech 12.-13. března 2016.

## Česká stopa
- -66 kg - Filip Dubský – 18. místo
- -71 kg - Jan Žižka – 23. místo
- -75 kg - Pavel Powada – 16. místo
- -85 kg - Artur Omarov – 18. místo
- -98 kg - David Vála – 12. místo

## Program
- SOB - 12.03.2016 - pérová váha (−59 kg), lehká váha (−66 kg), těžká váha (−98 kg), supertěžká váha (−130 kg)
- NED - 13.03.2016 - lehká velterová (−71 kg), velterová (−75 kg), lehká střední (−80 kg), střední váha (−85 kg)

## Výsledky
| Kategorie | Zlato                   | Stříbro                     | Bronz                  | Bronz                    |
| --------- | ----------------------- | --------------------------- | ---------------------- | ------------------------ |
| -59 kg    | Mingijan Semjonov (RUS) | Roman Amojan (ARM)          | Danijar Islamov (MDA)  | Dmytro Cymbaljuk (UKR)   |
| -66 kg    | Islambek Albijev (RUS)  | Davor Štefanek (SRB)        | Kamran Mammadov (AZE)  | Šmagi Bolkvadze (GEO)    |
| -71 kg    | Varšam Boranjan (ARM)   | Aleksandar Maksimović (SRB) | Hasan Alijev (AZE)     | Bálint Korpási (HUN)     |
| -75 kg    | Zurab Datunašvili (GEO) | Viktor Nemeš (SRB)          | László Szabó (HUN)     | Karapet Čaljan (ARM)     |
| -80 kg    | Pascal Eisele (GER)     | Edgar Babajan (POL)         | Aslan Atem (TUR)       | Daniel Aleksandrov (BUL) |
| -85 kg    | Žan Beleňuk (UKR)       | Robert Koblijašvili (GEO)   | Tadeusz Michalik (POL) | Denis Kudla (GER)        |
| -98 kg    | Nikita Melnikov (RUS)   | Artur Aleksanjan (ARM)      | Cenk İldem (TUR)       | Alexandr Hrabovik (BLR)  |
| -130 kg   | Rıza Kaya'alp (TUR)     | Oleksandr Černeckyj (UKR)   | Johan Eurén (SWE)      | Josif Čugošvili (BLR)    |